# Elisabeth de Meuron

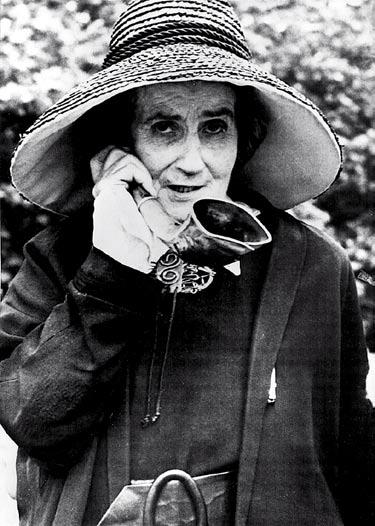
Madame de Meuron mit Hörrohr und Hut

Louise Elisabeth de Meuron-von Tscharner, Aussprache [ˈd̥œmœˌrɔ̃ː], besser bekannt als Madame de Meuron (* 22. August 1882 in Bern; † 22. Mai 1980 in Riggisberg), war eine Persönlichkeit aus dem Berner Patriziat.

## Leben

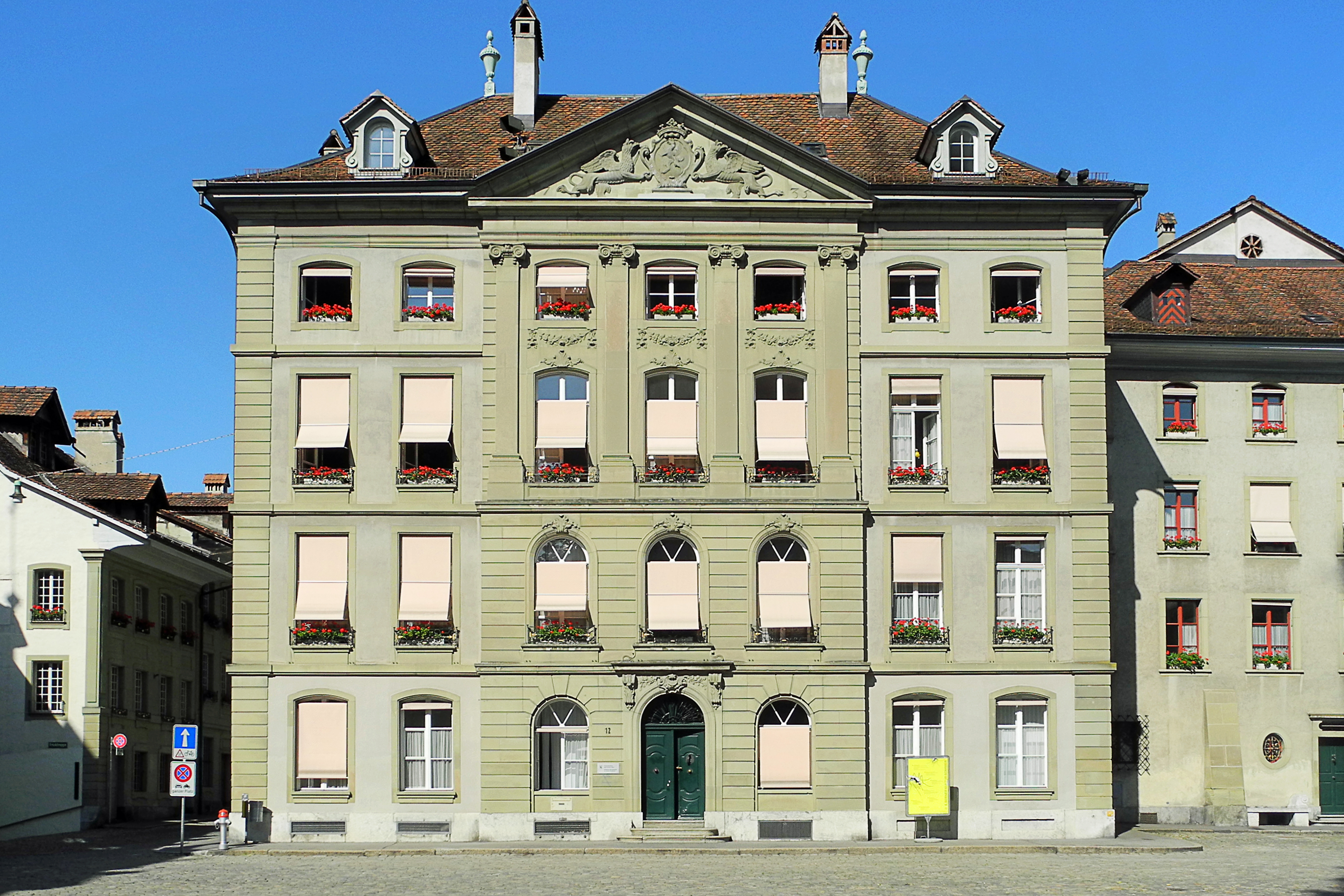
Tscharnerhaus in Bern, Münsterplatz 12

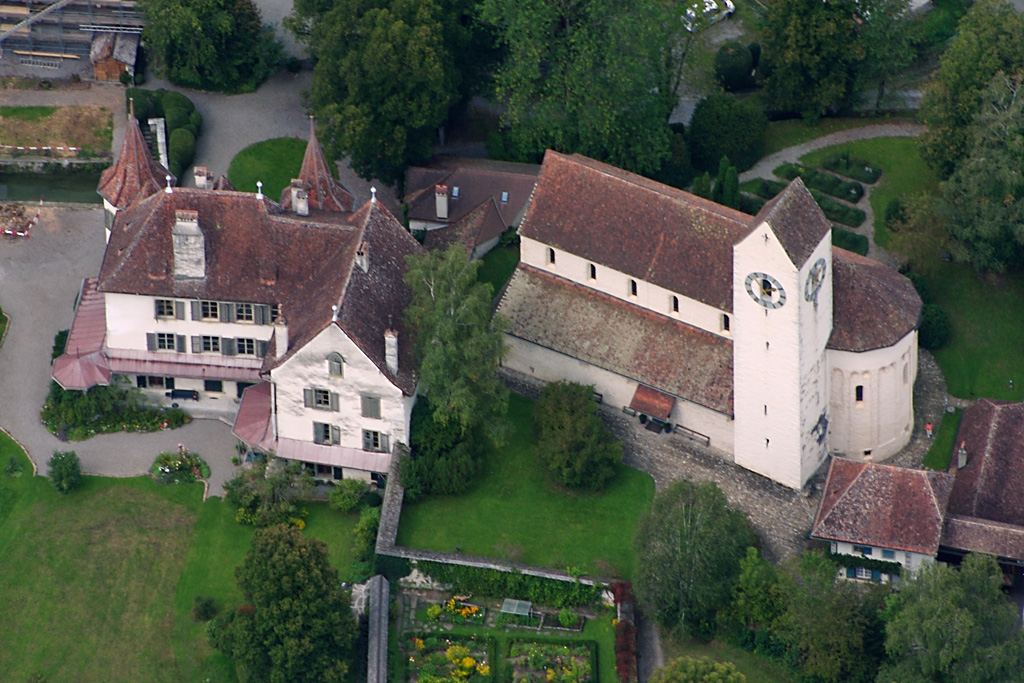
Schloss Amsoldingen

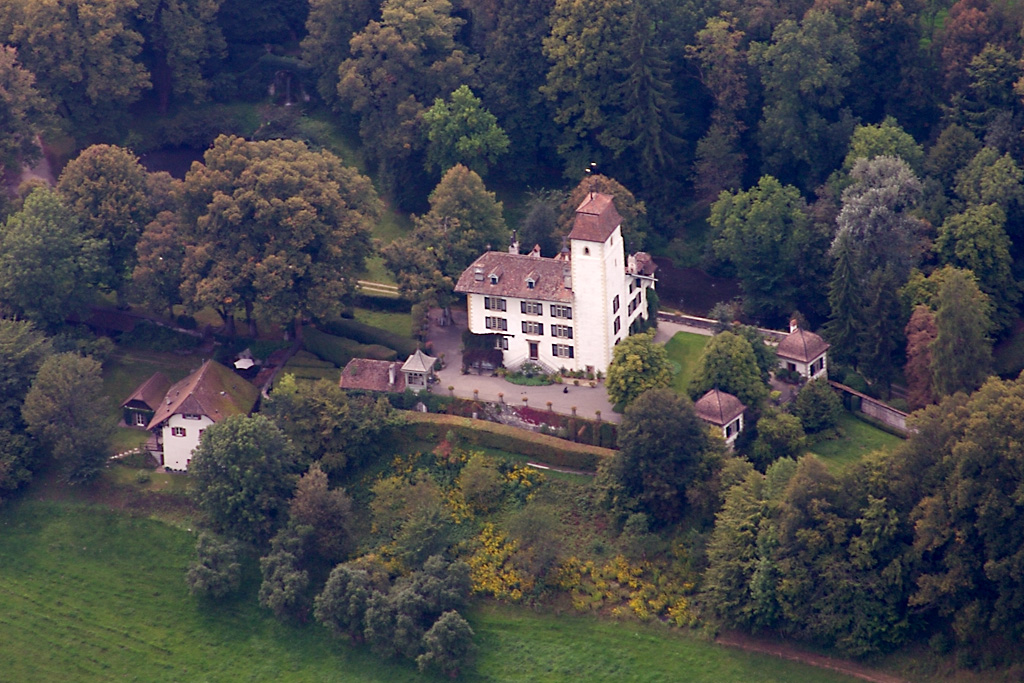
Schloss Rümligen

Elisabeth de Meuron geb. von Tscharner wurde im Stadthaus der Familie am Münsterplatz – heute Sitz der kantonalen Finanzdirektion – als Tochter des Ludwig von Tscharner und der Anna (geb. von Wattenwyl) geboren. Sie war die jüngere Schwester des bereits 1917 verstorbenen Juristen und Historikers Ludwig Samuel von Tscharner. Ihr Vater war promovierter Jurist und Oberst der Genietruppen.
Elisabeth wurde von ihrem Elternhaus völlig unvorbereitet ins bürgerliche Leben entlassen. Obwohl künstlerisch begabt, verweigerte ihr der Vater den Besuch der Kunstgewerbeschule. Auch eine Liebesheirat mit einem Zürcher wurde von den Eltern aus Standesgründen verhindert, und sie musste 1905 ihren (homosexuellen) Cousin Frédéric-Alphonse de Meuron heiraten. Die Ehe wurde 1923 geschieden, doch behielt sie den Familiennamen ihres vormaligen Gatten. 1927, nach dem Tod ihres Vaters, verkaufte Elisabeth de Meuron ihr Geburtshaus am Berner Münsterplatz an den Kanton. Die problematischen Familienverhältnisse führten zu Tragödien. Ihr Sohn Roger beging während eines festlichen Empfangs auf Schloss Rümligen 1939 in dessen Keller Suizid, ihre Tochter Louise floh aus einer psychiatrischen Klinik im Welschland nach Tanger in Marokko. Das Schicksal ihres Sohnes veranlasste Elisabeth de Meuron, zeitlebens Trauerkleidung zu tragen. Sie beschäftigte sich eingehend mit Philosophie und verfasste unzählige Briefe. Ihre Biographin Karoline Arn beschreibt sie als eine feinfühlige, engagierte, bis ins hohe Alter interessierte Frau, die sich dort einsetzte, wo sie es für nötig befand. Sie wird als «aufmerksame, intelligente, eher introvertierte Dame» geschildert, die Menschen sehr rasch in ihrem Wesen erkannte. «Sie verfügte über einen markanten Humor, der sie oft zu jemandem stempelte, der sie nicht wirklich war, denn sie wusste viel über Spiritualität, Philosophie wie Mythologie und konnte sehr grossherzig sein.»
Der herrschaftliche Lebensstil der Berner «Grande Dame» war auffällig. Sie war Eigentümerin mehrerer Häuser in der Berner Altstadt sowie der Alp Rämisgummen oberhalb von Eggiwil. Dazu hatte sie väterlicherseits Schloss Amsoldingen geerbt, mütterlicherseits Schloss Rümligen, ihren langjährigen Hauptwohnsitz. In Rümligen veranstaltete sie regelmässig den berühmten Concours hippique (Springreiten) in Anwesenheit von politischer und militärischer Prominenz. Sie setzte sich für den Erhalt der Schweizer Kavallerie ein.
Im Alter von fast 98 Jahren verstarb sie im Bezirksspital Riggisberg. Ihr Grab befindet sich auf dem Friedhof von Gerzensee.
Ihre Tochter Louise de Meuron war verheiratet mit Max von Stockar-Scherer-Castell. Deren Töchter erbten die Berner Häuser und die beiden Schlösser: Sybille von Stockar-Scherer-Castell (1930–2012), verheiratete Froelicher, erbte Rümligen, die jüngere Tochter Barbara, verheiratete Hegner (1933–2018), Amsoldingen. Teile des Nachlasses von Elisabeth de Meuron wurden im November 1981 durch die Galerie Jürg Stuker AG in Bern versteigert. Ende 2020 wurde Schloss Rümligen verkauft, 2021 wurden Teile des Inventars von Schloss Rümligen durch das Auktionshaus Zofingen versteigert.

## Anekdoten
Die auffällige und teilweise provokante Lebenshaltung der zunehmend vereinsamten Elisabeth de Meuron führte zu unzähligen Anekdoten. Zu ihrer Rolle als Berner Stadtoriginal trugen nicht nur ihre anachronistische Erscheinung mit altmodischer Trauerkleidung, Spazierstock und Hörrohr – So ghör i nume was i wott! («So muss ich mir nur das anhören, was ich hören will!») – bei, sondern ebenso ihr exzentrisches Verhalten.
Oft war sie in Begleitung ihrer russischen Windhunde unterwegs in der Stadt. Ihr Diener durfte das Auto überall stehen lassen; dem anwesenden Polizisten erklärte sie: Me laht das da! («Das lässt man hier stehen!»). Das Berner Tram benutzte sie stets ohne Billet, denn: I bi vor em Tram da gsi («Ich war vor dem Tram da»). Ihr unbekannte oder suspekte Personen fragte sie direkt: Syt dihr öpper oder nämet dihr Lohn? («Sind Sie wer oder beziehen Sie Lohn?»). In Läden trat sie stets direkt an die Kasse, ohne sich anzustellen, und da fast jeder sie erkannte, wichen die Leute ehrfurchtsvoll zurück. Als ein Bauer sich in der Kirche von Kirchenthurnen auf das Gestühl der Familie von Frisching setzen wollte, das ihr als Erbin von Schloss Rümligen zustand, belehrte sie ihn: Im Himmel obe sy mer mynetwäge alli glych, aber hie unde wei mer einschtwyle no Ornig ha! («Im Himmel droben werden wir meinetwegen alle gleich sein, aber hier unten wollen wir einstweilen noch Ordnung halten!»). Und als sie auf ihrem Schlossgut eine Landstreicherin (in ihren Worten: schturms Froueli, Tschaaggeli, «ein wirres kleines Bettelweib») bei einem Obstdiebstahl erwischte, sperrte sie diese für zwei Tage in die Remise. Wegen Freiheitsberaubung angeklagt, zeigte sie vor Gericht eine mittelalterliche Bescheinigung der Niederen Gerichtsbarkeit für den Rümliger Schlossbesitzer; sie wurde mit einer Belehrung über die aktuelle Rechtsordnung nebst einer kleineren Geldstrafe entlassen.